# Ekstraliga słowacka w hokeju na lodzie (2019/2020)
Sezon Ekstraligi słowackiej rozgrywany na przełomie 2019 i 2020 roku jako 27. sezon rozgrywek o mistrzostwo Słowacji w hokeju na lodzie. Organizatorem rozgrywek byą Słowacki Związek Hokeja na Lodzie, a sponsorem tytularnym ligi po raz ostatni była firma bukmacherska Tipsport, w związku z czym obowiązywała nazwa marketingowa Tipsport liga. W rozgrywkach brało udział 12 zespołów profesjonalnych, w tym dwie drużyny z Węgier oraz juniorska reprezentacja Słowacji do lat 18 SVK U18, która planowo miała rozgrywać mecze ligowe aż do turnieju mistrzostw świata do lat 18. Obrońcą tytułu była drużyna HC 05 Banská Bystrica.

## Sezon zasadniczy
| Poz. | Drużyna                   | M | Pkt. | Z | ZpD | PpD | P | G+ | G- | +/- |
| ---- | ------------------------- | - | ---- | - | --- | --- | - | -- | -- | --- |
| 1    | HC 05 Banská Bystrica     |   |      |   |     |     |   |    |    |     |
| 2    | HC 07 Detva               |   |      |   |     |     |   |    |    |     |
| 3    | MHk 32 Liptovský Mikuláš  |   |      |   |     |     |   |    |    |     |
| 4    | HC Košice                 |   |      |   |     |     |   |    |    |     |
| 5    | HK Dukla Michalovce       |   |      |   |     |     |   |    |    |     |
| 6    | HK Nitra                  |   |      |   |     |     |   |    |    |     |
| 7    | MHC MIKRON Nové Zámky     |   |      |   |     |     |   |    |    |     |
| 8    | HK Poprad                 |   |      |   |     |     |   |    |    |     |
| 9    | HK Dukla Trenczyn         |   |      |   |     |     |   |    |    |     |
| 10   | HKm Zvolen                |   |      |   |     |     |   |    |    |     |
| 11   | DVTK Jegesmedvék Miszkolc |   |      |   |     |     |   |    |    |     |
| 12   | MAC Budapeszt             |   |      |   |     |     |   |    |    |     |
| 13   | Slovan Bratysława         |   |      |   |     |     |   |    |    |     |

- = Awans do rundy play-off,       = Awans do rundy kwalifikacyjnej fazy play-off,       = Drużyny uczestniczące w rywalizacji play-out (o utrzymanie)       = Zespół juniorski

Sezon został przedwcześnie przerwany i niedokończony wskutek pandemii COVID-19. W marcu 2020 najpierw ogłoszono uznaniowe przyznanie medali mistrzostw Słowacji za ten sezon, po czym na koniec tego miesiąca cofnięto tę decyzję ogłaszając, że nie zostały przyznane medale.